# Sergei Wazlawowitsch Malizki
Sergei Wazlawowitsch Malizki (russisch Сергей Вацлавович Малицкий; * 12. Oktober 1962) ist ein russischer Fantasyautor polnischer Abstammung. Er ist bekannt für seine Fantasy-Reihen Arban Saesh, The Code of Semideath, Nothing Personal, Ash of Gods und andere, die im Armada Verlag und bei Eksmo erschienen sind.

## Leben
Im Jahr 2000 veröffentlichte Malizki eine Sammlung von Kurzgeschichten mit dem Titel It’s Easy („Легко“). Dann wandte er sich von Kurzgeschichten zu Romanen. Sein Debüt in dieser Form war der Roman The Outlander’s Mission („Миссия для для“), der 2006 veröffentlicht wurde. Sergey ist Preisträger zweier renommierter russischsprachiger Weltliteraturpreise; dem „Sword without a Name“ und dem „Golden Caduceus“, beide für den 2007 erschienenen Roman The Outlander’s Mission. Viele Kurzgeschichten von Malitsky wurden in verschiedenen Literatursammlungen in Russland und der Ukraine veröffentlicht.
Derzeit (2018) arbeitet Sergei Malizki an dem Drehbuch des Fantasy-RPG/TBS-Videospiels Ash of Gods: Redemption, das vom Studio AurumDust entwickelt wird.
Sergei Malizki lebt derzeit (2018) in der russischen Stadt Kolomna. Er ist verheiratet und hat zwei Kinder.

## Bibliographie

### Arban SaeshSerie
- The Outlander’s Mission (Миссия для чужеземца). 2006, ISBN 5-93556-755-5.
- Counting the Shadows (Отсчёт теней). 2006, ISBN 5-93556-771-7.
- A Stone Between the Millstones (Камешек в жерновах). 2006, ISBN 5-93556-784-9.

### The Code of SemideathSerie
- Ant Honey (Муравьиный мёд). 2007, ISBN 978-5-93556-850-4.
- A Frame for the Abyss (Оправа для бездны). 2008, ISBN 978-5-9922-0220-5.
- The Seal of Ice (Печать льда). 2009, ISBN 978-5-9922-0375-2.
- The Man of Fun (Забавник). 2010, ISBN 978-5-9922-0587-9.

### Nothing PersonalSerie
- The Qurantine (Карантин). 2010, ISBN 978-5-9922-0691-3.
- The Blockade (Блокада). 2010, ISBN 978-5-9922-0771-2.

### Ash of GodsSerie
- The Subversion (Пагуба). 2011, ISBN 978-5-9922-0960-0.
- The Vale (Юдоль). 2012, ISBN 978-5-9922-1210-5.
- The Sacrifice (Треба). 2012, ISBN 978-5-9922-1330-0.

### Stones of MitutuSerie
- The Providence of Evil (Провидение зла). 2014, ISBN 978-5-699-69410-5.
- The Taint (Скверна). 2014, ISBN 978-5-699-72307-2.
- The Tremble (Трепет). 2014, ISBN 978-5-699-75298-0.
- Shadow of the Shining One (Тень Лучезарного). 2015, ISBN 978-5-699-78652-7.

### Shelter of the CursedSerie
- The Darkness Silhouette (Очертание тьмы). 2016, ISBN 978-5-9922-2255-5.
- Property of the Fallen (Достояние павших). 2016.

### Einzelbände
- The Compression (Компрессия). 2007, ISBN 978-5-93556-973-0.
- The Vacancy (Вакансия). 2011, ISBN 978-5-9922-0886-3.

### Novellen
- The Assholedrome (Мудодром). 2000, ISBN 5-89752-031-3.
- Minus (Минус). 2012.
- Every Hunter (Каждый охотник). 2012.

## Auszeichnungen
- Sword without a Name – 2007, für den Roman The Outlander’s Mission
- Golden Caduceus – 2007, für den Roman The Outlander’s Mission